# 王儼 (隆慶進士)
王儼（1541年—？年），字若思，號睿斋，四川嘉定州威遠縣人，明朝政治人物。

## 生平
由縣學生中式嘉靖四十三年（1564年）甲子科四川鄉試第二十八名舉人，隆慶二年（1568年）戊辰科会试310名，三甲231名進士。次年任直隸金壇縣知縣，六年六月擢南京刑部主事。萬曆四年（1576年）丁父憂，歷户部陕西司郎中，十三年升武昌府知府，萬曆十六年（1588年）陞江西副使。萬曆二十年（1592年）陞廣東右參政。萬曆二十二年（1594年），陞廣東按察使。二十六年五月官至福建右布政使。

## 紀念
在威遠縣城正街，曾有進士坊。魁星樓前，曾有方伯坊。

## 家族
曾祖王濬，貢士；祖王孝；父王三成；母溫氏。重慶下，妻李氏，弟脩；伊；倫；偉；俊。